# Maria Gołubnicza
Maria Wasiljewna Gołubnicza (ros. Мария Васильевна Голубничая, ur. 24 lutego 1924 w Stawropolu, zm. 22 sierpnia 2015) – radziecka lekkoatletka, płotkarka, medalistka olimpijska, mistrzyni Europy.
Największym osiągnięciem Gołubniczej był srebrny medal Letnich Igrzysk Olimpijskich w Helsinkach w 1952 w biegu na 80 m przez płotki. Przegrała wówczas z australijską biegaczką Shirley Strickland, która pobiła w tym biegu rekord świata. W 1954 Gołubnicza zdobyła złoty medal mistrzostw Europy na tym samym dystansie.